# Tovomitopsis myrcioides
Tovomitopsis myrcioides là một loài thực vật có hoa trong họ Bứa. Loài này được (Planch. & Triana) D'Arcy miêu tả khoa học đầu tiên năm 1980.